# Династия аварских нуцалов
Династия Нуцаби, также Династия нуцалов аварских — династия (тукхум), правившая раннефеодальным, средневековым государством, которое было известно, как Ава́рское нуца́льство, Ава́рское ха́нство, Хунза́хское нуца́льство, Хунза́хское ха́нство на территории нынешнего западного Дагестана, существовавшего с времен до нашествия арабов в Дагестан по XIX век. Столица — Хунзах также был возведен в далекие (доарабские) времена.

Волк со штандартом, на котором изображена двойная спиралевидная свастика — знамя аварских ханов.

## Название
Грузинский языковед Мераб Чухуа возводит этимологию данного термина к периоду иберийско-кавказского языкового единства, находя аналогии с пракартвельским (мец elder, senior), абхазо-абазинским (нчва, анцва/анчва Бог), даргинским (уцм-ий правитель), аварским (нуц-ал/нуц-ияв), чеченским (нуц — «зять»), ингушским (нейц — «зять»).
Аварский сословный титул нуцал включает в себя две морфемы корень нуц- и аффикс -ал. Если нуц- принадлежит к коренному лексическому фонду северокавказской языковой группы, то -ал является собственно суффиксом принадлежности, образованным стяжением от -лав, который в аварском языке используется в качестве суффик -са, образующего отчество. В данной связи вполне убедительной выглядит гипотеза о северокавказской изоглоссе исследуемой корневой морфемы, а термин нуцал можно отнести к коренному лексическому фонду аварского языка.
По другой версии, нуцал (нуци) — это иудейский термин «нуси», «носи», что в переводе — «предводитель колена».

## Происхождение
«Существует предание, — писал Расул Магомедов, — что Дагестан был заселён в VII веке до нашей эры (то есть 2700 лет назад). И это заселение связано со вторжением скифов». «На основе скифов, — отмечал Гаджиали Даниялов, — происходило напластование этноса в Дагестане, и в истории дагестанских народов скифы сыграли исключительно большую роль». «Именно на Северном Кавказе, — пишет Виктор Гуляев, — оказались сосредоточены памятники, ближе всего связанные с событиями начального периода скифских походов» и «правы те исследователи, — продолжает Виктор Гуляев, — которые считают, что какая-то часть скифов слилась с местным (северо-кавказским) населением». В «Истории Грузии», составленной С. Барановым (1865 год) приведено одно из них, где говорится о том, что скифы многочисленными ордами вторглись в Грузию и Армению, опустошили эти страны, забрали много пленных и вернулись обратно в Северное Причерноморье. Из этих пленных народов скифы образовали на Северном Кавказе два царства: одно на Тереке, до западной оконечности гор, под владычеством Уобоса — сына царя скифов, а другое — на Востоке, под управлением двоюродного брата скифского царя. С подданными первого связываются осетины, а на Востоке, где построили Хунзах, возникли народы страны гор.
Анонимный византийский автор в схолиях к сочинению Аристотеля «О небе», возможно, впервые использовал этноним рос:

«Мы заселяем среднее пространство между арктическим поясом, близким к северному полюсу, и летним тропическим, причём скифы-рось (Σκυθας τους Ρως) и другие гиперборейские народы живут ближе к арктическому поясу».

В VI веке на гуннов начинается давление других племен, что вынуждает их мигрировать в горы Дагестана, где ими совместно с горскими племенами было создано государство Тавйяк. Опорными пунктами гуннов в горах стали Хунзах и Гумик. Территорию, на которой располагалось Авария, являлось частью земли Гун. М.Чамчиан в своей «Истории» называет четыре провинции: 1) Алан, 2) Бас лас, 3) Гаптаг и 4) Гун. Автор «Дербент-наме» утверждает, что Исфандияром и Нушираваном страна эта была разделена на четыре провинции: 1) Гулбах, 2) Владение Туман-шаха, 3) Кайтаг, 4) Нагорный Кумук. Разделения эти соответствуют и теперешнему положению страны, где Нагорный Кумук или Гун, или Авар, состоит из Кази-Кумука и Авара. Датский хронист XII века Саксон Грамматик для обозначения Руси применял форму «Konuhardіa», а её население попеременно именовал русами и гуннами. По этому поводу Олаф Верилий писал, что «Саксон Граматик русов и гуннов считает одним и тем же народом». Дионисий Периегет, древнегреческий учёный, во II веке нашей эры пишет, что «унны» живут у западного берега Каспия, южнее скифов и севернее каспиев и албанов.
По сведениям древних авторов, среди правителей аварцев был один по имени Авар. В грузинской летописи «Картлис Цховреба» сказано, что во время правления в Восточной Грузии, в Картли, Гурама-куропалата на Северный Кавказ переселились с Востока авары, которые и подчинили себе население названного региона. У этих аваров-кочевников возникла война с Гурамом-куропалатом, в ходе которой посредником между двумя враждующими сторонами выступил император Византии Юстиниан (527—565). После этого они «помирились», и тогда Гурам-куропалат «расселил их в горных ущельях Кавказа, а также в Хунзахе, где они и ныне называются аварами». Самые же знатные из тех кочевых аваров, по «Картлис Цховреба», были поселены на княжеских правах в Грузии и именно от них происходят ксанские эриставы, — «воеводы» домонгольского времени и иные представители картлийской знати.
В родословной аварских нуцалов в исторической хронике Мухаммеда Рафи «Тарихи Дагестан» первым в длинном перечне предков хана Саратана назван Ар скан (возможно Арусхан, Арасхан, Урусхан (последнее буквально переводится как «Русский хан»). Там же: «Султаны Авара, которые из рода султанов урус … этот владыка получал доходы с зависимых владык, владений, земель и жителей всего Дагестана, от вилайата Чаркас до города Шамах». Опять же «урус» с аварского можно перевести как «русский». Также писарь Имама Шамиля Хаджи али Нахибаши из с. Чох, указывал, что хунзахские правители — это пришельцы с севера из племени «руссов». Далее он сообщает, что главнейшими из дагестанских ханов были — аварские, избрание которых было совершенно сходно с избранием русских царей. На троне аварском не восседал никто кроме ханов из рода Сурака, до его пресечения в мужском и женском колене, как это известно и подтверждается сохранившимися рукописями и преданием. Если бы прекратился род аварских ханов, то на престол должен был быть избран хан из русских. В хронике «История Ирхана», говорится, что Авары упомянуты как «чистые русы». Если Саратан жил в первой половине XIII века, то его предок Урусхан попадает на VII век, в период до Арабского вторжения.
Аварский историк Т.М Айтберов, комментируя один из документов о территориальной величине Хунзаха пишет об Аварах как о  Северо-Кавказских тюрках.
Нуцалы действительно находились в дружеских отношениях со скифами и с русами. Так в 1032 году было заключено соглашение между Хунзахом и аланами, которые выступили под руководством своих правителей, вместе с русами, по-видимому, тмутараканскими. Союзники напали на Ширван и взяли силой его столицу Язидию, располагавшуюся неподалёку от современной Шемахи. Скорее всего именно эта совместная с русскими битва аварцев против мусульман, произошедшая в 1032 году, относительно недалеко от Дербента, отложилась в памяти хунзахцев и сохранилась в форме устного предания до XVIII века, когда оно было записано по-арабски и стало составной частью «Тарих Дагестан». Это предание гласит о совместной борьбе горцев и русских против прибывших арабов-мусульман, которая происходила неподалёку от Дербента, судя по контексту, в пределах XI—XII веков и закончилась победой мусульман: «Когда Дагестан узнал» о прибытии мусульманского войска, «войска его проклятых неверных и армии Уруса, заключив соглашение о пребывании вместе и в радости и в горе, собрались около города, именуемого Чор, с намерением оказать сопротивление Исламу, броситься вперед и нанести вред армиям мусульман».
Аварцы объединялись с русами и аланами и ещё раньше, в 943 году, чтобы в 944 году их совместные войска атаковали Ширван, и ещё позже, в 1173 году, когда объединённые силы алан, русов-бродников, половцев, аварцев и дербентского эмира Бек-Барса в очередной раз напали на Ширван, когда там правил Ахситан I. Тогда русы на 73 судах атаковали Баку. На помощь Ахситану пришли его двоюродные братья — царь Грузии и император Византии и помогли ему отбить нападение.

## Разветвление
Согласно традиции, сложившейся при дворе нуцалов аварских, в Хунзахе не разрешалось концентрироваться излишнему количеству родственников ханов, чтобы избежать внутриаристократических междоусобиц и конкуренции и заговоров и, как следствие, — дестабилизации ситуации в столице государства. Этих аристократов — братьев и племянников правящего нуцала — выводили в периферийные крепости и селения в качестве наследственных комендантов таких укрепленных пунктов. Они являлись там одновременно и потомственными сельскими старшинами (авар. чIухIби).
Часть представителей Нуцаби в начале XVI века ушла из Аргвани в Каранай и построила там крепость, ставшую центром основанного ими феодального владения. Другая часть клана Карачи, согласно преданиям, записанным в XIX веке, спустилась также в начале XVI века из Нуцабазул-росо (кумык. — Бийлер-кент) в низовья речки Буга (авар. Бугьа — «прохладная»; кумык. Аксу — «белая вода») и влилась там в состав населения Чиркея.
Третья часть названного феодального клана, обосновавшегося к тому времени в Данухе, разделилась. Часть их осталась в Данухе и сохраняла свое привилегированное положение в качестве потомков нуцалов, что было зафиксировано в их устной традиции, нашедшей отражение в записанных в 1880-х годах текстах, объясняющих происхождение данухских нуцалчи. Вторая часть данухских нуцалчи перешла вместе с частью жителей Нуцабазул-росо, временно живших на окраине Дануха, во вновь возведенное в XV веке поселение Буртунай. Их потомки проживают в Буртунае до сих пор и известны в селении как одна из двух фамилий ЧIункIби (авар. — «чанки»).
В 1595/96 году в Хунзахе умер хан — Шамхал-нуцал, внук Турарава Безумца (убитый в 1570 году), который имел нескольких сыновей, имена которых зафиксированы в разных архивных документах. Во-первых, это ставший его преемником Умма-хан, умерший в 1044 году по хиджре (1634/1635 год). Второй сын это — Андуник. Что интересно, в русских архивных данных он известен как Андея (аварская форма ГIандияв — укорочение от ГIандуникI) — брат аварского правителя. Точно известно, что в 1616—1618 годах, будучи ещё подростком, он прожил два года в Терском городе в качестве аманата от Аварского нуцальства. Итак, в 1616 году этого Андуника привез в Терский город его старший брат Сулайман (Сулеман мурза), указанный в русском архивном документе как брат «уварсково Нуцала князя» и в то же время брат Андуника («Сулейманову брату Андее»). В 1618 году этого Андуника сменил в Терском городе его младший брат — Дайит-бег («закладному уварскому, который дан в аманатах на Андеино место, Таитбеку-мурзе»).
Андуник в более поздних (1656 год) арабоязычных документах упоминается как «раис» Андуник-Угуз. Прозвище «Угъуз», видимо, было дано Андунику, дабы отличить его от других Андуников/Анди-ев XVI—XVII веков. Вероятно, он умер в самом конце 1656 года, поскольку его сыну Мухаммадхану аварский правитель Дугри-нуцал 17 января 1657 года дает жалованную грамоту о закреплении за ним всего его имущества и получаемых доходов. Интересно, что сын Андуник-Угуза записан в документе от 1666 года как Мухаммадхан, сын Угуза, уже без указания основного имени отца, а в дальнейшем за их потомством закрепилось название Угъузилал (в пер. с авар. — «потомки Угуза»).
У Мухаммадхана Буртунайского был сын Шамхан и внук — Батир. По преданиям, записанным в 1884 году, «во главе хунзахского общества» во второй половине XVII века стояли представители военной элиты, руководившей «войском и охранительной стражей от нападений неприятеля». В нескольких песнях XVIII века в качестве потомственных военачальников Аварского нуцальства упоминаются представители тухумов Дайитилал и Угузилал, происходящие от двух вышеуказанных братьев — Дайита и Андуник-Угуза. В данном случае интересует происхождение Угузилал, которые происходят от Андуник-Угуза и его потомков по мужской линии.
Судя по данным конца XVIII века, представителей тухума Угузилал в Хунзахе осталось мало, и они во многом утратили свои позиции. Как видится, в первую очередь это произошло из-за расселения их в разных населенных пунктах. К примеру, потомки Шамхана, по документальным данным от 1884 года, проживали в статусе чанков в селе Хариколо, расположенном на краю хунзахского плато. В 1884 году здесь проживало 6 дворов чанков, которые заявляли, что «мы происходим из рода ханов Аварских». Согласно представленному ими письменному тексту, их «предки имели доходы» на дагестанской территории, вошедшей после 1860 года в состав «Терской области». Кстати, на названной территории стоит и Буртунай, известный своими связями с кумыкской знатью Эндирейского владения, а в особенности — Аксая. В документе указаны следующие представители чанков Хариколо: Шамхан, сын Мухамадмирзы; Алисканди, сын Батира; Казанби, сын Максуда; Нуцал, сын Хангиши; Нурали, сын Ашахана и Исмаил-Али, сын Гимбата. Большинство из них мы обнаружили и в посемейных списках 1886 года по этому селению.
В результате анализа этих данных выясняется, что в XVIII веке в Хариколо жило несколько чанков, носивших имена Батир, Мухаммадхан, Шамхан и Мухаммадмирза. Отсюда вытекает мысль о происхождении их от Шамхана, упомянутого в Послании Мухаммад-нуцала, а соответственно — о родстве с чанками Буртуная. По документальным данным от того же 1884 года, один дом потомков Шамхана жил и в небольшом поселении Тадколо, расположенном на западной окраине Хунзахского плато. Их представителем в документе указан Мухаммадхан, сын Батира. По посемейным спискам их генеалогия вырисовывается следующим образом. На 1886 год уже покойный Мухаммадхан имел двух сыновей — 61-летнего Хусайна и умершего к тому времени Батира. У последнего остался сын — 41-летний Мухаммадхан и 10-летний внук Хабибула, а у Хусайна — 18-летний Батир и 8-летний Гимбат.
Не только после, но и до XVII века в небольших укрепленных поселениях, расположенных на границе нынешних Гумбетовского и Казбековского районов Дагестана, проживали представители привилегированного сословия, называвшегося «нуцаби» или «нуцалчи». Согласно преданиям, письменно зафиксированным во второй половине XIX века, мелкие населенные пункты Салатавии принадлежали местным нуцалчи из рода аварских нуцалов. Их предком предание называет некоего Сала, от которого происходит данухский тухум Салалал, или Нуцалчиял, который делится на две ветви — ГIамирханилал и ИмангIалиял. Письменно предания о своем происхождении зафиксированы именно Иманалиевыми. Известно, что во времена Имамата в Данухе дибиром работал сельчанин Кудияв Сала (его сын Али 1836 г.р., назвал своего сына 1878 г.р. Сала-дибиром), что говорит о распространенности этого имени среди данухцев.
Аристократические фамилии (нуцаби; ед. ч. нуцияв < нуцал) северной части Аварии (в арабских источниках — вилайат Авар, и как вариант, Аваристан) происходят из рода нуцалов, который дагестанская историческая традиция XIX века считала происходящим от доисламских правителей Сарира. Первыми расселились в северной части горной Аварии те нуцаби, которые позднее выдвинулись на службе у ханов Золотой Орды и вошли в историю Кавказа как дагестанские карачи (авар. — харачIу). В некоторых местах северной части Аварии, например, в Данухе, представители карачи трансформировались к началу XIX века в мусульманскую интеллигенцию, регуляторов сельской жизни и в потомственных адатных судей. В других же местах, например, в Каранае, Эрпели и т. д., они сохранили свои старинные права — получение повинностей с жителей селения, военное командование, судебные привилегии и т. д.
Село Кеди имеет богатую историю, которая тесно переплетена с историей древнего Хунзаха. Область, где расположено Кеди, принято называть «Ункратль», и находится она на стыке современных границ Грузии, Чечни и Дагестана. Ункратль состоит из земель селений Кеди, Саситли, Сильди, Гакко, Метрада, Нижнее Хваршини, Верхнее Хваршини, Цихалах и Хушет, и главенствующее место среди этих девяти сел, судя по многочисленным историческим сведениям и местным преданиям, всегда занимало Кеди. Место, где находится это село, принято считать самым красивым и удобным для проживания. Наверное, поэтому члены ханского дома Хунзаха, переселившиеся сюда когда-то из Хунзаха, выбрали местом своего пребывания именно эту равнину среди высоких гор, с альпийскими лугами и удобными путями сообщения с близкими и дальними уголками кавказских гор. Мясо, сыр и масло из Кеди всегда славились во всем округе, через горы и ущелья данного села пролегала древняя дорога, соединявшая когда-то Хунзах с горной частью Чечни. С берегов Чанты-аргун и Шаро-Аргуна, по течению Хашелдойахк вела скотоперегонная и караванная дорога на Дагестан через перевал Ягодак (2952 м). Уже во второй половине IX века, как это сообщает Ибн Руста, существовала дорога, проходившая по территории современных Чечни и Ингушетии, по которой и осуществлялось общение между Аварией и Аланией. К 943 году, как это видно из текста ал-Масуди, между правителями, сидящими в горном Хунзахе и царями Алании, которые, кстати, начиная с VIII века и вплоть до 932 года, исповедовали православие, существовали «брачные связи, поскольку каждый из них женился на сестре другого».
Население Кеди и остальных сел Ункратля по языку и по материальной и духовной культуре практически идентично классическим аварцам. Любопытен тот факт, что ункратлинцы, проживающие в компактно расположенных селениях и говорящие на аварском языке, находятся в окружении аварских обществ (тиндалы, чамалалы, багулалы, хваршины, цезы) и иных народов (тушинцы, чеченцы). Проживание ункратлинцев на относительно географически замкнутой территории, среди выше перечисленных обществ, вдали от основного ареала авароязычного населения, недвусмысленно указывает на то, что они являются переселенцами. В дагестанской историографии общепринятым является мнение, что Ункратль был одним из «форпостов» Аварского нуцальства. Его история своими корнями уходит в глубокую древность и неразрывно связана с политической историей Аварии.
Сборшики дани аварскому нуцалу в Ункратле обычно отправляли ее сразу в Хунзах. Однако, существует предание, что часть этих налогов и сборов оседала в селе Кеди и раздавалась между членами семей нуцалов Кеди. А когда влияние Хунзаха ослабевало, эти нуцалы начинали вести свою собственную политику и собранную с подвластных земель подать полностью оставляли себе. Вот, что пишет об этом известный историк Х.-М. Хашаев:

В процессе развития феодальных отношений в союзе Ункратль огромную роль играло дальнейшее укрепление власти местных (кедибских) феодальных правителей после смерти Уммахана в 1801 году, укрепление их земельной собственности и усиление тенденции к освобождению от центральной власти (от хунзахских ханов). По этому поводу в одном из архивных документов сообщается: «Селения Кеди, Саситль и Сильди нуцалы Кеди считают своей собственностью, так как земля им принадлежит, и поэтому они получают с каждого двора по одному барану, по сабе пшеницы и по три рабочих дня».— 
Сотни лет Ункратлем управлял так называемый нуцалчи, находившийся в селе Кеди. Все девять селений Ункратля платили ему дань. Для решения важных вопросов представители сельских общин сходились в Кеди. На этих совещаниях (сходках) обсуждались вопросы о совместных действиях против надвигающейся опасности, решались споры, возникшие между отдельными сельскими обществами. Устные предания, существующие в Ункратле, говорят о том, что первое появление здесь членов ханского дома Хунзаха напрямую связано с распространением среди жителей Западного Дагестана Ислама. А по другим свидетельствам, возможно, это случилось ещё раньше, во времена правителя Абухосро. В грузинском сочинении «Историческая хроника псевдо-Джуаншера» сказано, что в XIII веке «тушами», то есть обитателями Тушетии, расположенной в верховьях Андийского Койсу, а также «хунзами и всеми язычниками тех мест правил» князь Абухосро, которому «Историческая хроника» дает грузинский титул эристав, что означает — «воевода».
«Земли селений Саситли, Сильда, Гако, Кидиб, Хварши, Митрада и Цихалах принадлежали кидибским нуцалам, и жители их, являющиеся выходцами из Аварии, платили им подати за пользование их землями». По предположению Х. — М. Хашаева, земли эти были захвачены аварскими ханами. и там поселился один из членов ханского дома по имени Аликлыч, потомки которого являлись нуцалами-владельцами указанных земель.
На существование кидибских нуцалов указывает также записка из фонда генерала Клюки фон Клугенау «О некоторых обществах Дагестана», составленная 1839 году. В этой записке говорится, что разорение трёх тушинских селений в 1837 году было учинено под руководством князей Амирхамзы и Молачи, которые были правителями Ункратля. Эти князья получали от этих тушинских селений подать. «Селения Кидиб, Саситль и Сильда, — говорится далее, — они считают своей собственностью, так как земля им принадлежит, и поэтому они получают с каждого двора в год по одному барану, по сабе пшеницы и по три рабочих дня».
Правители Аварии прилагали большие усилия для установления политического контроля над Ичкерией и территорией верховья реки Аргун, создания там своих опорных пунктов. Ярким примером этому служит история фамилии Алдамовичей в Чеберлое. Она в течение второй половины XVII веке сооружает цитадели и замки, вступает в равноправные договорные отношения с соседними титулованными князьями Дагестана (в частности Турловыми). Жители Ичкерии платили за аренду горных пастбищ Чермой, Харачой, Тезанкале, Цонтери, Белгатой, Ларго, Беной-лам и др. Часть пастбищных гор перешла в собственность боковых линий нуцальского рода, осевших в свое время на окраинах аварского государства. Общество Хакмада в Шарое, к примеру, платило за пользование определённые летние месяцы пастбищами в горах Хиндух, Аппара-Накхо и Анканчу (или Адда-ранчу) ункратлинским нуцалчи («аварского происхождения»), осевшим в селение Кеди и носившим фамилию Алдамилал («Алдановы»).
Один из современных исследователей, дагестанский лингвинист и историк Т. М. Айтберов, впервые введший в научный оборот местные арабоязычные документы XVII—XVIII веков о Турловых, пришел к выводу, что Турловы — боковая ветвь аварских нуцалов, которая к концу XVI века — нач. XVII века утвердилась в качестве самостоятельных правителей округа Гумбета в Дагестане (включая Аргвани — некогда независимое владение), а позднее, к концу XVII века и в средней и нижней части течения Аргуна в Чечне. Тем самым образовалась некая аваро-чеченская феодальная федерация, которую Т. М. Айтберов определяет как «княжество-государство».
В середине — начале 2-й половины XVII века между чеберлоевскими Алдамовичами и боковой ветвью хунзахских (аварских) ханов Турловыми, правившими в Гумбете (общество в бассейне Андийского Койсу) было заключено соглашение, подразумевавшее взаимное обязательство оказания военной помощи. Причем свидетелями данного договора выступили и имам мечети, и «главари» селений, то есть старшины. В 1649 году русские воеводы получили информацию, что в горах есть "особая земля «Чебурды», в которой 40 поселений, а владельцами «той земли» названы «Алдымовы дети»..
В 1844 году кедибские нуцалы были истреблены.

## Список хунзахских ханов, принадлежащих к династии Нуцалов
- Первый правитель по имени — Авар (VI век)
- неизвестные правители
- Абухосро (середина VIII века)
- Хосро (последняя треть VIII века ?), сын предыдущего
- неизвестные правители
- Урусхан I или Арусхан, Арасхан (?)
- Хидиршах, сын предыдущего
- Тарраз, сын предыдущего
- Аббас, сын предыдущего
- Сафишах, сын предыдущего
- Хаваджах, сын предыдущего
- Фиравн, сын предыдущего
- Амир, сын предыдущего
- Саийд, сын предыдущего
- Тахмаз, сын предыдущего
- Фардин (Перид), сын предыдущего
- Байар I, сын предыдущего
- Намруд, сын предыдущего
- Кад (Бакир), сын предыдущего
- Фирудшах (Пруссшах), сын предыдущего
- Доку сын Фируджы (середина XI века)
- Уммахан I, сын Фирудшаха
- Урусхан II (Аулхан), сын предыдущего
- Саратан I (Сиртан), сын предыдущего
- Суракат I, сын предыдущего
- Байар II (Байсар), сын предыдущего
- Андуник I, сын предыдущего
- Малик Саратан II, сын предыдущего
- Кихли-бег, сын предыдущего[64]
- Суракат II (1353/1354) ???
- Алигалбац (умер в 1380)[65]
- Самилав  (1380 - 1389), сын предыдущего (XIV век)[65]
- Саратан III
- Дугун-хан, сын предыдущего
- Ибрагим I (род.1380— ум.1450)[66]
- Мухаммед-Мирза, зять предыдущего и сын Дугун-хана или сын Ибрагима I[67]
- Андуник II (1460—1486), сын Ибрагима I
- Булач II (1486—1510\1520) племянник предыдущего и сын Мухаммеда-Мирзы
- Амир-Хамза I (1510—1523), сына Булача[68]
- Шабан (упоминается в 1523/1524 году)[69], возможно, сын предыдущего[70]
- Уммахан II (До—1540 года), сын Булача
- Нуцал-хан I (1540—1546), возможно, сын предыдущего или сын Амир-Хамзы
- Андуник II (1546 — 12 декабрь 1569), сын предыдущего или сын Умма-хана II, сына Булача[68], или возможно, сын Шабана[70]
- Барти I (1569—1570), сын предыдущего
- Тучалав-Мухаммад-шамхал (1578—1589), сын Турарава, брата Андуник III
- Канбулук (скорее всего Канн-Булат авар. Гъан-булат[71]) (неизвестно)[72][73][74], сын предыдущего
- Шамхал-нуцал I (до 1596 года), брат предыдущего, либо одно и то же лицо с Канбулуком[70]
- Ибрагим II (упоминается в 1600/1601 году), возможно, сын Шамхал-нуцала I[70]
- Барти-Кихилав (? —1620), сын Мухаммед-хана, сына Кушканти-Кихилава, сына Барти, сына Андуник-хана II
- Умма-хан III Справедливый (1620—1634), сын Шамхал-нуцала
- Амир-Хамза II (ок. 1634—1646), сын Барти-Кихилява
- Ильдар-мирза I (1646—1660), сын Умма-хана Справедливого
- Мухаммад-нуцал I (1650—1656), сын Барти-Кихилява
- Дугри I (упоминается в 1656 году — умер в 1667/1668 году), сын Андуника (Уммахана)[75][76], сына Умма-хана Справедливого или же на прямую сын Уммахана[70]
- Мухаммад-нуцал II (1668—1688), сын предыдущего
- Умма-хан IV (аварский хан) (1688—1698), сын предыдущего
- Дугри II (1698—1703), сын предыдущего
- Андуник III (1703—1706), брат предыдущего
- Умма-хан V (аварский хан) (1706—1707), сын Дугри II
- Мухаммед-нуцал III (1707—1713[77] или 1725[73]), сын Дугри II
- Умма-хан V (аварский хан) (1722—1735), сын Дугри II, или сын Старшего Булача, сына Дугри II
- Анкал-хан I (Анкалав) (1722—1730), брат предыдущего
- Нуцал-хан II (1735—1744), сын Умма-хана, сына Мухаммад-нуцал II
- Булач (умер в 1772 году), младший сын Умма-хана V
- Махмуд-хан I (ок.1744— ок.1750)
- Мухаммад-нуцал IV (ок.1750—1774), сын Умма-хана V
- Умма-хан VI (1774 — апрель 1801), сын предыдущего
- Гебек-хан I (1801 — январь 1802), брат предыдущего
- Сурхай-хан I (1818—1834), сын Гебек-хана. Ханом признавался только русской администрацией. Власть была в руках Султан Ахмед-хана I (1802—1823)
- Фатаали, наиб Хунзаха, сын Сурхай-хана I. (1851—1859)
- Ибрагим-хан, сын Ахмад-хана Мехтулинского. (1859-1864)

## Список князей Турловых, принадлежащих к династии Нуцалов
- Гумбет Каракиши, сын Турарава и таким образом брат Мухаммед-Шамхала (впервые упомянут в 1588 году)
- Турурав I, правитель Гумбета (ок.1615 — ок.1645)
- Загаштук Турлов, правитель Гумбета (1645—1674), правитель Чечен-тала с 1665 года
- Алибек Турлов, правитель Чечен-тала (до 1665 г.)
- Алихан Турлов, правитель Гумбета (ок.1674 — после 1675)
- Бартихан, правитель Чечен-тала (до 1685 г.)
- Турурав II, правитель Чечен-тала (после 1685 — до 1695)
- Сурхай, сын Загаштука, правитель Гумбета (с 1674)
- Мухаммад, правитель Чечен-тала (ок.1695 — 1708)
- Амирхамза, правитель Чечен-тала (1708—1728), свергнут. Умер после 1732 года.
- Чупан, брат Амирхамзы[78][79][80], правитель Алды
- Алхулав, сын Чупана, правитель Алды
- Турурав, сын Алхулава, правитель Алды

### Комментарии
1. ↑  Автор схолий к сочинению Аристотеля «О небе» неизвестен. Его часто путают с ритором конца IV века Фемистием, который написал схолии к другим сочинениям Аристотеля. Не исключено, что аноним жил в IX—X веках, так как использовал этноним «арабы» (вместо сарацины), крайне редко использовавшийся греками в IV—VII веках

## Y-ДНК Генеалогия
- Представитель княжеского рода "Аварский" - имеющий хунзахское нуцальское происхождение - J-Z1842 (Kit Number : 608392) по данным Awar-Ma'arul DNA Project[1] на FamilyTreeDNA.[2]
- Представитель чеченского тайпа ЖIай, имеющий хунзахское нуцальское происхождение[3], принадлежит к гаплогруппе R1a1a1b2f~[4]-BY160675[5] по данным нахского проекта на FamilyTreeDNA[6] (см. также интерпретацию на YFull (YF14127)[7]).
- Представитель Кушкантилав (из села Кеди) - боковой ветви нуцалов - R1a-M198. www.familytreedna.com/public/dagestan?iframe=yresults
- Представитель княжеского рода Хазиял-Нуцал из села Сильди - L2-M317. www.familytreedna.com/public/dagestan?iframe=yresults
- Представитель княжеского рода Бурашилал из села Кеди - L2-M20. www.familytreedna.com/public/dagestan?iframe=yresults
- Представитель рода Хицбал из Кенхи - 	R1a-S23592.	www.familytreedna.com/public/dagestan?iframe=yresults